# Kozłowiec (gromada)
Kozłowiec (od 31 XII 1962 Pomyków) – dawna gromada, czyli najmniejsza jednostka podziału terytorialnego Polskiej Rzeczypospolitej Ludowej w latach 1954–1972.
Gromady, z gromadzkimi radami narodowymi (GRN) jako organami władzy najniższego stopnia na wsi, funkcjonowały od reformy reorganizującej administrację wiejską przeprowadzonej jesienią 1954 do momentu ich zniesienia z dniem 1 stycznia 1973, tym samym wypierając organizację gminną w latach 1954–1972.
Gromadę Kozłowiec z siedzibą GRN w Kozłowcu utworzono – jako jedną z 8759 gromad na obszarze Polski – w powiecie opoczyńskim w woj. kieleckim, na mocy uchwały nr 13g/54 WRN w Kielcach z dnia 29 września 1954. W skład jednostki weszły obszary dotychczasowych gromad Lipno, Pomyków, Jakubów, Kozłowiec i Mechlin ze zniesionej gminy Przysucha w tymże powiecie. Dla gromady ustalono 12 członków gromadzkiej rady narodowej.
1 stycznia 1956 gromada weszła w skład nowo utworzonego powiatu przysuskiego w tymże województwie.
Gromadę zniesiono 31 grudnia 1962 przez przeniesienie siedziby GRN z Kozłowca do Pomykowa i zmianę nazwy jednostki na gromada Pomyków.